# Lysva

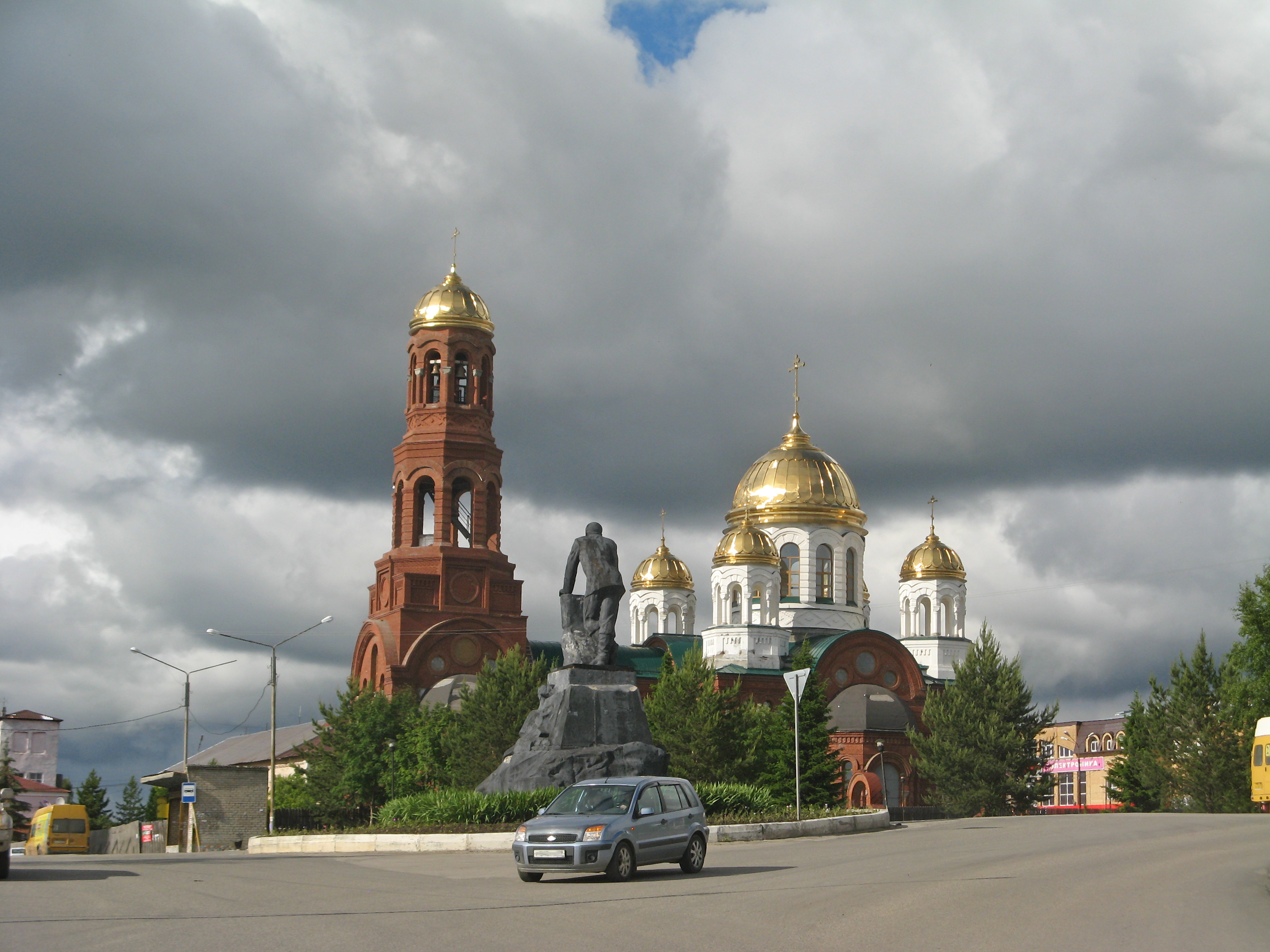
Lysva

Lysva (tiếng Nga: Лысьва) là một thành phố Nga. Thành phố này thuộc chủ thể Perm Krai. Dân số: 65.918 (Điều tra dân số 2010); 71.148 (Điều tra dân số 2002); 76.614 (Điều tra dân số năm 1989).